# リース・イネス
リース・イネス（Leith Innes、1978年4月3日 - ）は、ニュージーランド出身の騎手である。身長170cm、体重51kg、血液型A型。

## 来歴
1996年、ニュージーランドの騎手免許取得する。
2004/2005年463戦89勝（ニュージーランド6位）
2005/2006年成績447戦70勝（ニュージーランド7位）。また、第19回ワールドスーパージョッキーズシリーズに初参戦するために初来日を果たす。中央競馬（JRA）初騎乗はゴールデンスパートロフィーに4番人気ユウキアヴァンセに騎乗し13着だった。ワールドスーパージョッキーズシリーズは25点で7位。  
2006年9月9日から11月19日に初めてJRAの短期免許を取得する。身元引受人は小島太調教師と(株)サラブレッドクラブ・ラフィアン。第60回セントライト記念では、レース前まで1勝馬（地方で1勝）で12番人気だったトーセンシャナオーで勝利し、JRA初勝利を重賞で飾った。わずか13戦目で重賞を制し、人馬ともに“JRA未勝利”のコンビが重賞を制したことになった。

## 主な騎乗馬
- Wahid/ワヒド（2006年ニュージーランドダービー）
- トーセンシャナオー（2006年セントライト記念）